# Бутенко, Лариса Сергеевна
Лариса Сергеевна Бутенко (род. 27 марта 1971 года) — советская и  российская пловчиха в ластах, заслуженный мастер спорта России.

## Карьера
Выступала за новосибирский СКА.
В 1989 году получила всемирную известность и была названа лучшей в мире пловчихой года благодаря пяти золотым медалям чемпионата Европы в Москве и четырём золотым медалям на Всемирных играх в Карлсруэ.
На чемпионате мира 1990 года завоевала четыре серебряные награды.
Чемпионат Европы 1991 года в 
шведском Гётеборге принёс Ларисе пять золотых медалей.
На чемпионате мира 1992 года Лариса 
стала двукратной чемпионкой мира в эстафете, а также завоевала две бронзовые медали в личном первенстве.
В 1993 году на чемпионате Европы в Москве Лариса вновь завоёвывает пять золотых медалей.
чемпионат мира 1994 года принёс Ларисе пять медалей, но она снова осталась без золота мирового первенства.
На чемпионате Европы 1995 года в финском Тампере Лариса становится чемпионкой в малой эстафете, а также завоёвывает два серебра в индивидуальных дисциплинах.
На своём последнем крупном старте - 
чемпионат мира 1996 года Лариса трижды поднимается на пьедестал, но остаётся без золота.